# Кућа Мила
Кућа Мила (кат. Casa Milà), популарно названа Ла Педрера (кат. La Pedrera, „каменолом“) дело је каталонског архитекте, Антонија Гаудија. Изграђена је између 1906. и 1912. године у стилу каталонског модернизма. Налази се у улици Пасеђ де Грасија (кат. Passeig de Gràcia) у самом центру Барселоне. Кућа је изграђена по наруџби брачног пара Мила.
Кућа је изграђена у типичном Гаудијевом стилу, са веома мало правих линија и површина, и са веома много облина и кривина. Одаје утисак морских таласа. Цела фасада је урађена у природном камену, осим крова који је покривен белим керамичким плочицама. На крову се налазе степенишни излази и димњаци који, прекривени стаклом разбијених флаша, личе на главе ратника под шлемовима.
По лепоти се посебно истиче ковано гвожђе на балконима које има облик морских алги. Кућа има пет спратова, таван који је цео украшен сломљеним луковима и већ поменути раван кров, као и два велика унутрашња дворишта и неколико мањих. 
Данас је ова кућа власништво једне банке која је у више наврата предузела радове конзервације и рестаурације. У њој се одржавају културне манифестације, повремене изложбе и конференције у аудиторијуму који је конструисан у простору који је раније био паркинг. На последњем спрату се налази Гаудијев простор где је представљена једна интерпретација Гаудијевог укупног дела, историјски и културни контекст у ком је архитекта радио и техничке иновације његове архитектуре, све представљено на један педагошки начин. Кућа је отворена за јавност и могу се посетити станови на четвртом спрату, таван и тераса на крову. У приземљу се одржавају темпоралне изложбе домаћих и светских уметника. На осталим спратовима се налазе канцеларије или у њима још увек живе старе каталонске породице. Године 1984. УНЕСКО је Педреру прогласио светском баштином.